# محمد الطريس
محمد ابن العربي الطريس (حوالي 1820 - 13 سبتمبر 1908) كان سفيرًا مغربيًا ونائبًا للسلطان في طنجة ووزيرًا للخارجية المغربية نهاية القرن التاسع عشر وبداية القرن العشرين. كان حاضرا في مؤتمر الجزيرة الخضراء عام 1906 الذي أقرت فيه أولوية فرنسا أمام القوى العظمى الأوروبية الأخرى في قضية المغرب في التدافع على أفريقيا.

## سيرة
كان منذ حوالي 1880 قائد الدار البيضاء، ثم تولى منصب ممثل السلطان في مدينة طنجة عام 1883 وكان يحتله محمد برغش مسبقًا. كان هذا المنصب، وأحيانا يخلط بينه وبين منصب وزير الخارجية، يتمثل في التوسط بين المخزن والهيئات الدبلوماسية المقيمة في طنجة.

### بعثة إلى الفاتيكان
ترأّس محمد بن العربي الطريس البعثة المغربية الأولى إلى الفاتيكان. أوفدها السلطان الحسن الأول إلى البابا ليون الثالث عشر عام 1888.
قُللت أهمية المنصب مؤقتا بين وفاة السلطان الحسن الأول عام 1894 ثم وفاة الصدر الأعظم أحمد بن موسى عام 1900، عندما ازدادت أهمية الصدر الأعظم.

### مؤتمر الجزيرة الخضراء
اضطلع بمهام السفير المتجول باسم السلطان عبد العزيز في مؤتمر الجزيرة الخضراء عام 1906 ولكن محمد المقري هو الذي ترأس المفاوضات. لقي صعوبات عديدة في المؤتمر، وفي صدارتها الترجمة، حيث أنهما لم يفهما ما يقال. اضطرا إلى استعمال الترجمان الفرنسي سي قدور بن غبريط.

### تحرير حاكم الدار البيضاء
فاوض مع الفرنسيين من أجل تحرير بوبكر بن بوزيد السلاوي وهو حاكم الدار البيضاء آن قصفها من قبل فرنسا عام 1907 والذي نُقل كرها إلى الجزائر بعد القصف، ونجح الطريس في ذلك الشأن فعاد السلاوي إلى المغرب.
توفي عام 1908 وتولى منصبه محمد قيبس.
هناك شارع في تطوان يحمل اسمه، وشارع أخر في مدينة طنجة يحمل اسمه كذلك.